# Los héroes del sitio de Zaragoza
Los héroes del sitio de Zaragoza je španělský němý film z roku 1903. Režisérem je Segundo de Chomón (1861–1938). Film trvá zhruba 4 minuty.
Existují různé názory na to, kdy byl tento film natočen (1901, 1902, 1903 nebo 1905). Podle ČSFD byl film natočen v roce 1905.

## Děj
Film představuje tři národní hrdiny prvního obležení Zaragozy v roce 1808 během španělské války za nezávislost.